# BMW R1200ST
BMW R1200ST는 R1150RS 모델을 대체하기 위해 BMW 모토라드가 2005년에 도입한 스포츠 투어링 모터사이클이다.이 모델은R1200RT와 동일한 1,170 cc (71 cu in) 플랫 트윈 엔진, 6단 기어박스 및 샤프트 드라이브를 갖추고 있다.
사양은 RT와 비슷하지만 ST는 클립온 스타일의 핸들 바, 더 가벼운 페어링을 갖춘 스포츠 지향 바이크로 RT보다 전체적으로 더 가볍다. 패니어 형태의 수하물과 탑박스(또는 케이스)가 옵션으로 제공되었다. ABS 제동도 이 모델의 옵션이었다.
특히 육각형 모양의 세로형 헤드라이트가 스타일링 논란을 불러일으켰다.모터사이클 뉴스는 스타일을 "기발한" 스타일이라고 언급하였다.